# Caseros (departement)
Caseros is een departement in de Argentijnse provincie Santa Fe. Het departement (Spaans:  departamento) heeft een oppervlakte van 3.449 km² en telt 79.096 inwoners.

## Geboren
- Santiago Gentiletti (9 januari 1985), voetballer

## Plaatsen in departement Caseros
- Arequito
- Arteaga
- Berabevú
- Bigand
- Casilda
- Chabás
- Chañar Ladeado
- Gödeken
- Los Molinos
- Los Quirquinchos
- San José de la Esquina
- Sanford
- Villada